# Vicki Pepperdine
Vicki Pepperdine est une actrice et scénariste britannique, née le 24 juillet 1961 à Londres.

## Filmographie

### Actrice

#### Cinéma
- 1997 : Dennis Pennis R.I.P. : la femme d'affaires
- 2001 : Gypsy Woman : Kate
- 2002 : Plein Gaz : la journaliste
- 2003 : Blackball : Henna Haired PA
- 2016 : Here Boy : Sue
- 2017 : My Cousin Rachel : Mme Pascoe
- 2017 : Goodbye Christopher Robin : Betty
- 2017 : The 31st Floor : Ashley
- 2017 : The Overcoat : une policière
- 2018 : Eaten by Lions : Ellen
- 2018 : Johnny English contre-attaque : Lydia
- 2019 : Comment je suis devenue une jeune femme influente
- 2020 : Falling for Figaro : Patricia
- 2022 : We Are Not Alone : une traîtresse
- 2023 : Magic Mike : Dernière Danse : Edna Eaglebauer
- 2023 : Pauvres Créatures : Mme Prim
- 2024 : Idiomatic : Kris

#### Télévision
- 1994-1998 : The Bill : Linda Martins, Michelle Grainger et Mme Parker (3 épisodes)
- 1997 : Dad : WPC (1 épisode)
- 1998-1999 : How Do You Want Me? : la femme de Warren (2 épisodes)
- 2000 : Rhona : Ally Elvis (6 épisodes)
- 2001 : Los Dos Bros : la thérapeute (5 épisodes)
- 2003 : Grass : Lucy (3 épisodes)
- 2004 : Ma tribu : Martha (1 épisode)
- 2004 : Agatha Christie: A Life in Pictures : Carlo Fisher
- 2004 : Green Wing : la voisine (1 épisode)
- 2004-2005 : Doc Martin : Mme Richards (2 épisodes)
- 2005 : Deux Blondes et des chips : une consultante (1 épisode)
- 2007 : Holby City : Lynn Cassidy (1 épisode)
- 2009-2012 : Getting On : Dr Pippa Moore (15 épisodes)
- 2011 : Mid Morning Matters with Alan Partridge : Terri Cohen (3 épisodes)
- 2011 : Flics toujours : Madeleine Simmonds (1 épisode)
- 2012 : Twenty Twelve : Sarah Slocombe (1 épisode)
- 2012 : Miranda : la dirigeante des mangeurs anonymes (1 épisode)
- 2012-2013 : A Young Doctor's Notebook : Anna (8 épisodes)
- 2013 : Chickens : Hesta (5 épisodes)
- 2013-2015 : Up the Women : Gwen (9 épisodes)
- 2014 : Lovesick : le médecin (1 épisode)
- 2014 : Puppy Love : Naomi Singh (6 épisodes)
- 2015 : Together : Lesley (6 épisodes)
- 2015 : Getting On : Dr Pippa Moore (1 épisode)
- 2016 : Camping : Fiona (6 épisodes)
- 2016-2023 : The Windsors : Princesse Anne (7 épisodes)
- 2017 : Inspecteur Barnaby : Barbara Walton (1 épisode)
- 2017 : The Educatoror : Liz Church (3 épisodes)
- 2018 : The Woman in White : Mme Michelson (3 épisodes)
- 2018 : High & Dry : Harriett (6 épisodes)
- 2018 : Cuckoo : Debbie (1 épisode)
- 2018 : The Reluctant Landlord : la professeure principale (2 épisodes)
- 2018 : Sally4Ever : Belinda (3 épisodes)
- 2019 : Wild Bill : Broadbent (3 épisodes)
- 2019-2021 : Worzel Gummidge : Tante Sally (3 épisodes)
- 2020 : The Trouble with Maggie Cole : Karen Saxton (6 épisodes)
- 2020-2022 : We Hunt Together : Susan Smart (12 épisodes)
- 2022-2024 : Bad Education : Bernadette Hoburn (13 épisodes)
- 2023 : Une lueur d'espoir : Gredi Lange (1 épisode)

### Scénariste
- 2007 : Dog Face (1 épisode)
- 2009-2015 : Getting On (15 épisodes)
- 2014 : Puppy Love (6 épisodes)
- 2017 : Summer Comedy Shorts (1 épisode)